# کلیسای مریم مقدس (قریس)
کلیسای مریم مقدس مربوط به دوره قاجار است و در شهرستان خوی، روستای قریس واقع شده و این اثر در تاریخ ۲۵ اسفند ۱۳۷۹ با شمارهٔ ثبت ۳۳۸۱ به‌عنوان یکی از آثار ملی ایران به ثبت رسیده‌است.
کلیسای مشتمل بر نمازخانه‌ای منفرد و مستطیل شکل به طول ۳۰/ ۱۶ و عرض ۷۰ / ۹ متر و دارای محور اصلی شرقی-غربی است. سطح داخلی کلیسا پایین‌تر از زمین‌های اطراف است و فضای داخلی آن به شیوهٔ بازیلیکا سه ناوی و ستون دار ساخته شده‌است. صحن اصلی کلیسا با چهار ستون سنگی شش ضلعی با سرستون‌هایی به شیوه دوریک، که در دو ردیف موازی کنار هم قرار گرفته‌اند. در این کلیسا به لحاظ کارکردی سه بخش محل عوام، محل سرود خوانان و محراب وجود دارد.